# Казак-бандурист (Шевченко)
«Казак-бандурист» (укр. Козак-бандурист) — утраченный рисунок авторства Тараса Шевченко, который был создан, ориентировочно, в 1843 году, во время первого путешествия художника по Украине. Рисунок, скорее всего, был уничтожен пожаром в поместье Капнистов в 1919 году. Произведение известно благодаря двум сохранившимся фотокопиям. Один из самых больших рисунков художника, выполненных сепийной техникой. В центре композиции изображён слепой бандурист с казацким оселедцем. Возле музыканта стоит его поводырь, а из-за ограды виднеется молодая девушка, которая слушает песню. Сюжетно рисунок связан с поэмой «Невольник» («Слепой»), а стилистически — с народными картинами, изображающими казака Мамая. Фигуры кобзаря и поводыря с рисунка были изображены на обратной стороне 100-гривневой банкноты образца 2005 года.

## Контекст
Тарас Шевченко изображал на своих рисунках кобзарей и бандуристов на протяжении всего творческого пути. Первый известный рисунок на данную тематику — «Казацкий пир» был создан в 1838 году в Санкт-Петербурге. Во время своего первого путешествия по Украине (1843), Шевченко создал больше всего рисунков такой тематики. В период ссылки и в последние годы жизни художник редко обращался к изображению кобзарей и бандуристов.
Сепией — серо-коричневой краской, произведённой из морских моллюсков, Тарас Шевченко начал рисовать во время пребывания в столице Российской империи. Один из первых рисунков сепией художника — это «Освобождение апостола Петра из темницы» (1836). За другой рисунок, «Мальчик-нищий, кормящий хлебом собаку», Тарас Шевченко получил серебряную медаль второй степени от Императорской Академии художеств. Сепией художник рисовал на протяжении всей жизни, используя её для иллюстраций, пейзажей и портретов современников.

## История рисунка
Рисунок был ориентировочно создан в октябре 1843 года, во время первого путешествия Тараса Шевченко по Украине. Местом создания считается село Исковцы на Полтавщине. Первым владельцем рисунка был миргородский уездный предводитель дворянства Алексей Капнист, по его смерти рисунок оставался собственностью семьи Капнистов.
Он экспонировался на «Первой выставке украинской старины», которая проводилась в доме Лебединской управы в 1918 году. Составитель каталога выставки, искусствовед Стефан Таранушенко, так описал экспонат: «Кобзарь с поводырём. Собственноручный рисунок Т. Г. Шевченко, помеченный 1843 годом (собрание графини В. В. Капнистовой)». Дальнейшая судьба рисунка неизвестна, предполагается, что его вернули владелице и он сгорел в следующем году во время пожара в имении Капнистов в селе Михайловка.
В левом нижнем углу рисунка есть надпись «1843. Т. Шевченко». На обороте рисунка находилось несколько набросков, известных под условным названием «На пасеке и другие зарисовки», которые сохранились благодаря сделанной фотокопии. Центр листа занимает набросок к картине «На пасеке», фрагмент этого наброска находится в правом краю. На других краях находятся наброски к офорту «Судебная рада», рисунку «Казак-бандурист», картине «Крестьянская семья» и изображение человеческой фигуры.
Рисунок впервые упоминается в литературе под названием «Кобзарь с поводырём» (1918), впервые опубликована репродукция музейной версии фотографии в 1936 году в «Литературной газете» под названием «Молодой Кобзарь с поводырём». Также, в литературе использовались такие названия: «Автоиллюстрация к „Невольнику“», «Автоиллюстрация». В седьмой том Полного собрания сочинений Тараса Шевченко в десяти томах рисунок был включён под названием «Слепой» («Невольник»), как и одноимённая поэма поэта, созданная через два года после рисунка. Исследователь Владимир Яцюк указывал на искусственность названия и предложил заменить её на «Казак-бандурист». В новом, двенадцатитомном, полном собрании произведений Шевченко, рисунок получил название, предложенное Яцюком.

## Характеристика копий
Сохранилось две фотографии оригинального рисунка. Одну из копий сделал сотрудник Лебединского музея во время экспонирования рисунка на «Первой выставке украинской старины». Фотография хранилась в учреждении до 1933 года, пока её не приобрёл Институт литературоведения им. Т. Г. Шевченко. Копию передали в Галерею картин Т. Г. Шевченка в Харькове. С 1948 года она хранится в Национальном музее Тараса Шевченко, инвентарный номер ф-199, состояние удовлетворительное. Фотография наклеена на паспарту, на его лицевой стороне есть надпись чернилами «№ 1», на обороте надпись карандашом: «Т. Г. Шевченко. Молодой бандурист. Иллюстрация к поэме „Невольник“ (лицевая сторона). Сепия 1843 г. 230 х 180. Сгорел в имении Капниста с. Михайловка Лебедин. р-на. Неизвестный вариант рисунка Т. Шевченко „Кобзарь“. Погиб в доме Капниста в селе Михайловке.» Другая фотография хранилась в частной коллекции шевченковеда Владимира Яцюка. По мнению владельца, эта фотография также была сделана во время выставки в Лебедине.
Фотографии имеют небольшие отличия, музейный экземпляр немного обрезан с краёв. Также, на фотографии из собрания Яцюка у левого края оригинала приложена линейка, которая позволяет уточнить размер оригинала. Размер оригинального рисунка — 23 × 18 см, он известен благодаря надписи на паспарту музейной фотокопии и замерам на фотографии из собрания Яцюка. Это был один из самых больших рисунков Шевченко сепией. Размер обрезанного материала на музейной фотографии, если её перевести в размеры оригинала, составляет полсантиметра. В десятитомном полном собрании сочинений был ошибочно указан не размер рисунка, а размер фотографии — 14 × 11,1 см. Такого же размера были изготовлены копии выполненные сепией, которые экспонировались в Национальном музее Тараса Шевченко. В новом, двенадцатитомном, полном собрании сочинений указан правильный размер рисунка.
Необрезанная версия фотографии из коллекции Яцюка впервые была опубликована владельцем в ежегоднике «Відкритий архів» за 2004 год.

## Сюжет рисунка

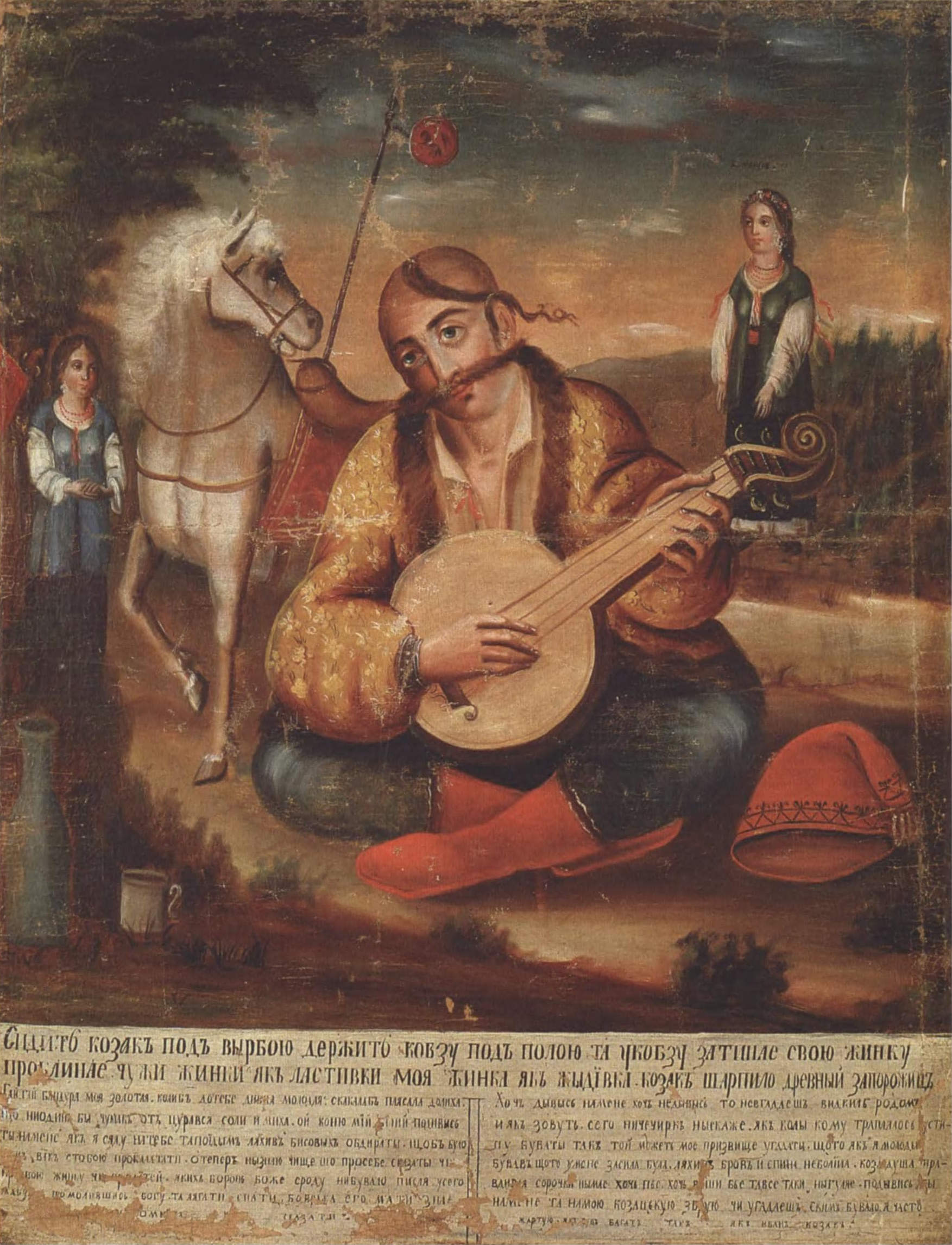
«Казак Мамай». Первая половина XIX века

Центральной фигурой на рисунке является фигура слепого казака-бандуриста в полный рост, который изображён «смелым и уверенным в себе народным певцом». Кобзарь играет на кобзе у ограды, справа от него стоит его поводырь — мальчик одетый в брыль и опирающийся на палку. Из-за ограды выглядывает грустная девушка, которая стоит около перелаза и слушает кобзаря, погрузившись в свои мысли. На заднем плане изображён со спины мужчина с палкой, который идёт по улице. Искусствовед Ирина Вериковская указывала, что благодаря светотеневому моделированию фигур людей, конструкций зданий забора и дерева за ним Тарасу Шевченко удалось обогатить его монохромную сепию. Благодаря контрасту тона, «художник передал грустную мелодию песни, заполонившую художественное пространство рисунка».
Алексей Новицкий, используя лишь каталог Лебединской выставки, не имевший иллюстраций, ошибочно отнёс этот рисунок к произведениям, авторство которых приписывается Тарасу Шевченко. По его мнению, в каталоге речь шла об офорте Василия Штернберга — «Кобзарь с поводырём», который был фронтисписом к первому изданию «Кобзаря».
Из-за сходства сюжета рисунка с поэмой «Невольник» его считали автоиллюстрацией, пока исследовательница Любовь Внучкова не установила, что рисунок был сделан за три года до создания поэмы и потому не мог быть автоиллюстрацией. Искусствовед Сергей Раевский считал рисунок своеобразным творческим эскизом к поэме, в котором «выкристаллизовывались поэтические образы „Невольника“». Также, исследователь считал этот рисунок, как и картину «Катерина», хорошим примером того, что невозможно разделять Шевченко-художника и Шевченко-поэта. Сергей Раевский связывал сюжет, изображённый на рисунке, со сценой поэмы, где Ярина угадывает в слепом кобзаре своего жениха Степана:

Вот так, на улице, под тыном
Еще не стар кобзарь стоял
И про неволю распевал.
За тыном слушала Ярина…
Оригинальный текст (укр.)Отак на улиці під тином
Ще молодий кобзар стояв
І про невольника співав.
За тином слухала Ярина…

Источником вдохновения Сергей Раевский считал одну из народных дум, в которых часто встречается сюжет о возвращении из турецкого плена.
Владимир Яцюк отмечал, что это единственный рисунок Шевченко, на котором художник изобразил бандуриста с казацким оселедцем. Также, на рисунке видно влияние народных картин, изображающих казака Мамая, которые были хорошо известны Шевченко. Так, он изобразил такую картину, как часть интерьера прихожей Богдана Хмельницкого на рисунке «Дары в Чигрине 1649 года». Художник неоднократно использовал образный строй и композиционную схему народной картины при создании своих произведений. К таким народным картинам относят «Катерину» и серию рисунков «Притча о блудном сыне».
Владимир Яцюк обозначил в «казаке-бандуристе» такие черты, характерные для народной картины: «центричность композиции, главная и комментирующая фигуры, почти всегда обязательная крона дерева на втором плане, в конце концов, — сам персонаж». Однако, на рисунке Шевченко главный герой изображён вдохновенно-драматическим, а казака Мамая изображают символически-оптимистичным.

## Похожие рисунки

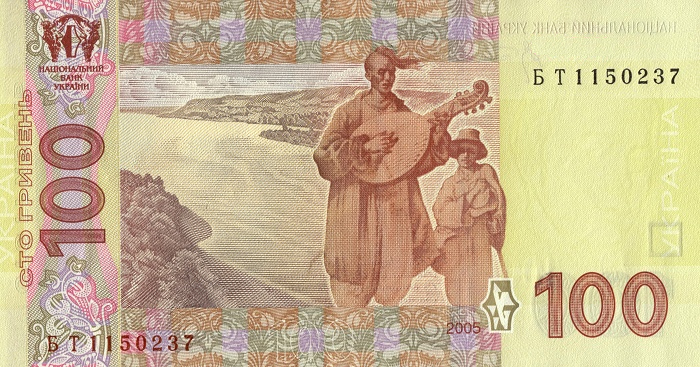
100 гривен образца 2005 года

Известно ещё несколько графических произведений Тараса Шевченко с похожим сюжетом, все они датируются 1843 годом. В Национальном музее Тараса Шевченко хранится другой вариант рисунка размером 14,5 × 10,5 см, где бандурист изображён в шляпе. В частном собрании Ильи Зильберштейна хранился эскиз рисунка на подобный сюжет, позже он был передан в Музей личных коллекций Государственного музея изобразительных искусств имени А. С. Пушкина в Москве. Он был сделан на обороте автопортрета, который Тарас Шевченко подарил княжне Варваре Репниной. Также, известно три наброска на эту тему, один из этих набросков известен только по фотокопии, потому что он находился на обороте оригинального рисунка «Казак-бандурист» и погиб вместе с ним во время пожара. В Шевченковском словаре подчёркивалось, что эскиз и наброски значительно отличаются друг от друга и от рисунков трактовкой персонажей и художественным решением.
Фигуры кобзаря и мальчика на обратной стороне 100-гривневой банкноты образца 2005 перенесены на купюру с этого рисунка. Историк Андрей Стародуб, анализируя изображение на банкноте, назвал фигуры слепого кобзаря с мальчиком-поводырём «бонусом» к фрагменту картины «Катерина» на лицевой стороне банкноты. Он проводил параллель между фигурами и концовкой поэмы «Катерина», где рассказывалось о сыне героини ставшего поводырём слепого кобзаря.

## Галерея

Бандурист, рисунок
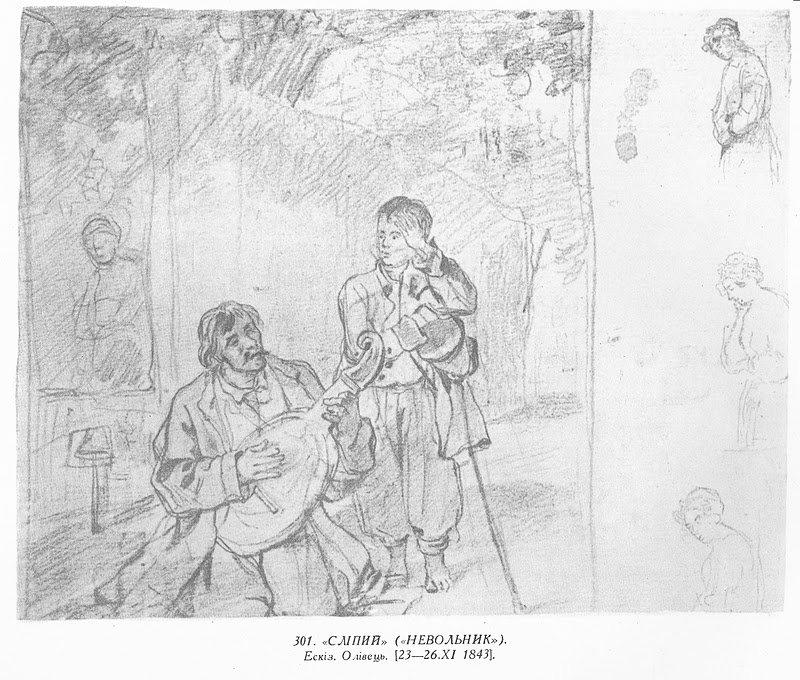
Кобзарь с поводырём, эскиз
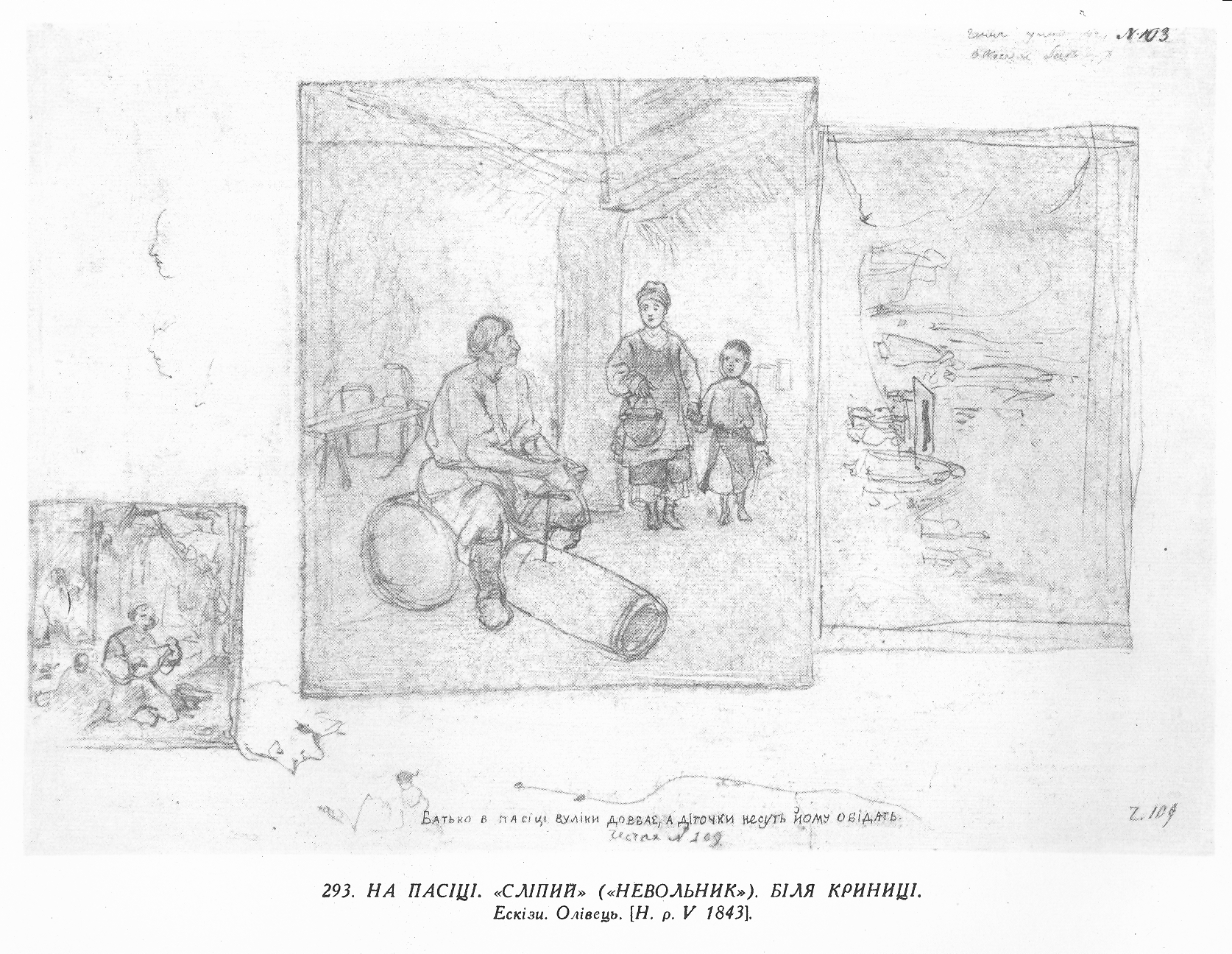
На пасеке. Кобзарь с поводырём. У колодца, наброски
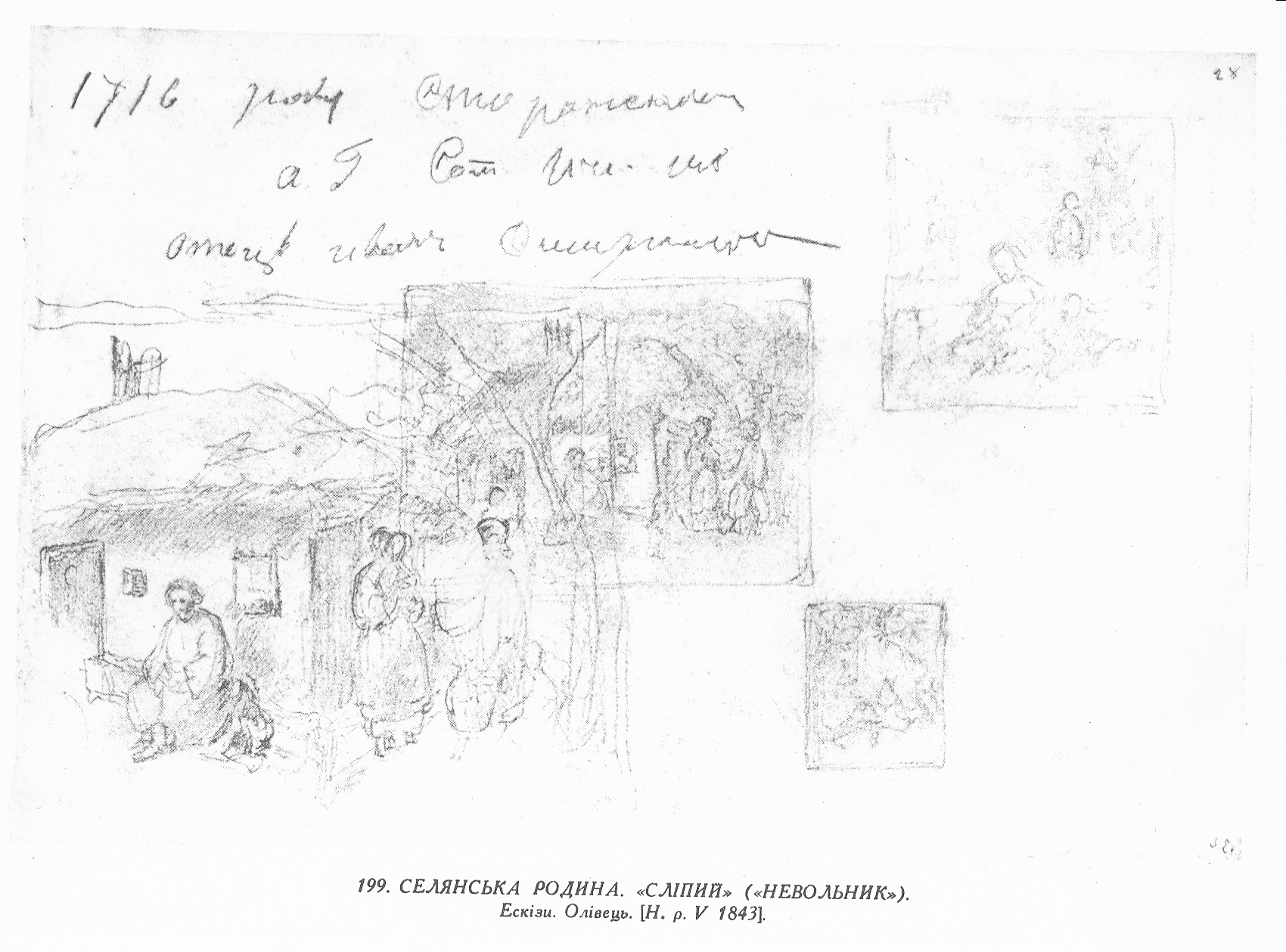
Крестьянская семья. Кобзарь с поводырём, наброски
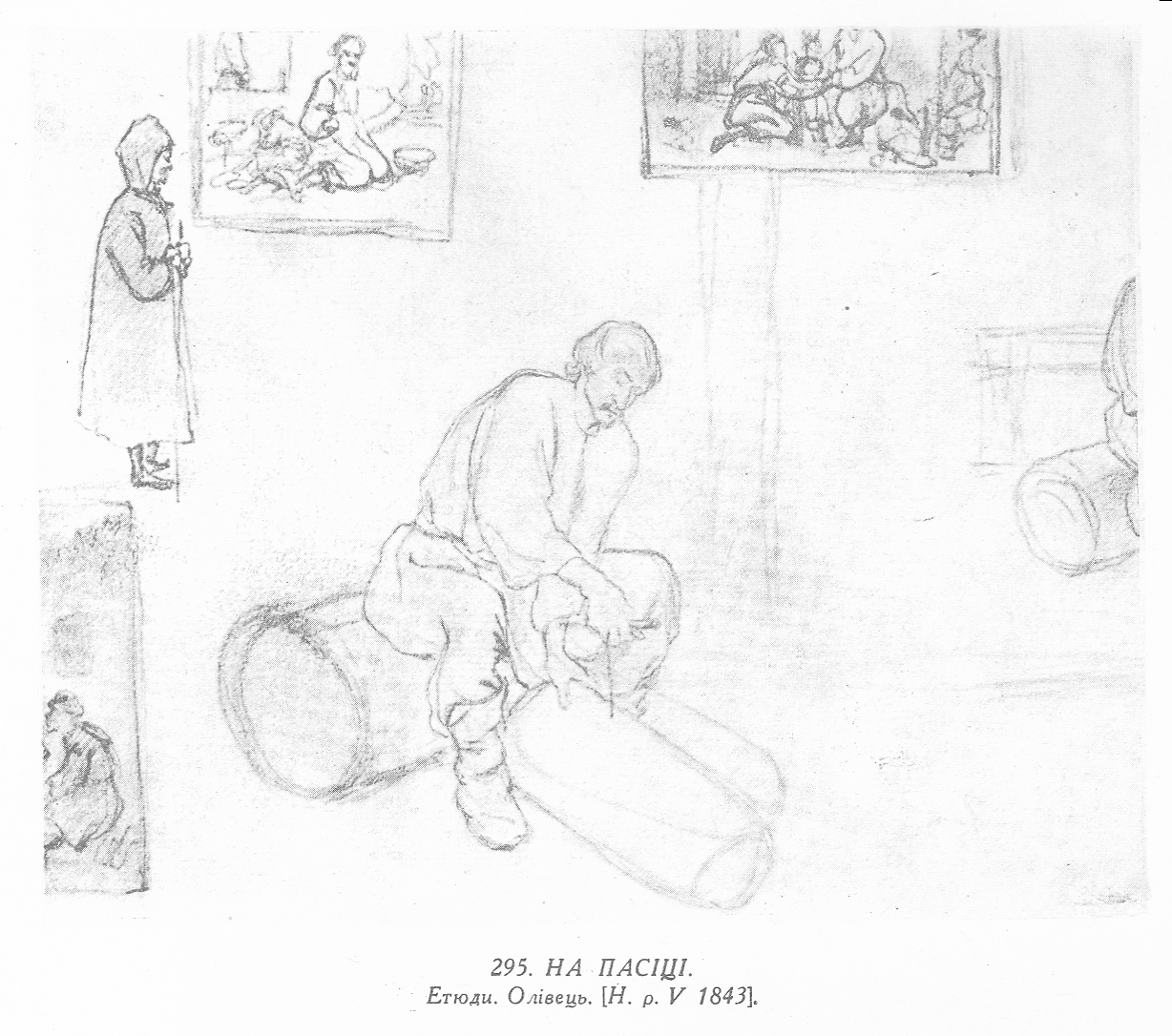
На пасеке, наброски находившиеся на обороте оригинального рисунка

### Комментарии
1. ↑  Перевод Николая Асеева.